# Jerichowscher Kreis
Der Jerichowsche Kreis war ein Territorium im nördlichen Teil des historischen Erzstifts Magdeburg. Der Kreis wurde mit dem Erzstift 1680 Bestandteil des brandenburg-preußischen Herzogtums Magdeburg, ging zusammen mit diesem 1701 in das Königreich Preußen.
Der Jerichowsche Kreis hatte 1784 ohne die Städte und ohne das Militär 32.359 Einwohner. Er war in zwei Distrikte mit jeweils eigenem Landrat eingeteilt, nämlich in
- den 1. Distrikt (1784: 9400 Einwohner) mit
  - den beiden Immediatstädten Burg und Loburg,
  - den beiden Mediatstädten Görzke und Möckern,
  - dem königlichen Amt Loburg,
  - dem freiherrlichen Amt (von der Hagen) Möckern sowie
  - 74 Amts-, geistlichen, adligen und anderen Herrschaften; sowie

- den 2. Distrikt (1784: 22.959 Einwohner) mit
  - der Immediatstadt Sandau,
  - den zwei Mediatstädten Genthin und Jerichow,
  - den fünf königlichen Ämtern Altenplathow, Jerichow, Sandau, Derben und Ferchland sowie
  - 151 Dörfer und Ortschaften.

Beide Kreise wurden nach dem Wiener Kongress 1816 in die neuen Kreise Landkreis Jerichow I und Landkreis Jerichow II überführt, wobei der ehemalige Ziesarsche Kreis zusätzlich zum Landkreis Jerichow I kam. Das 1806 von Kursachsen an das Königreich Westphalen überlassene Amt Gommern wurde 1813 von Preußen erobert und kam 1818 ebenfalls zum Landkreis Jerichow I.

## Landräte
- Johann August von Arnim (1723–1797), Landrat im 2. Distrikt von 1765 bis 1797
- Christian Carl Wilhelm von Katte (1750–1821), Landrat im 2. Distrikt von 1798 bis 1816, danach Landrat des neu geschaffenen Landkreises Jerichow II